# 利蒙
利蒙 （西班牙語：Limón），哥斯大黎加東岸一港都、利蒙省首府，亦稱為利蒙港（西班牙語：Puerto Limón）。為該國在加勒比海的首要海港，與西邊105公里處的首都聖何塞有鐵路相通。該市雖依古印地安村落遺址闢建，卻是一個新城1876年創建。即由聯合水果公司開發成為中美洲首要的香蕉港。1930年中期罹患植物病害，迫使農業放棄東部的香蕉園，遷往西岸。1960年本區的香蕉種植業再度復甦。